# Joe Raposo
Joseph Guilherme Raposo (Fall River, 8 de fevereiro de 1937 – Bronxville, 5 de fevereiro de 1989) foi um músico e compositor luso-americano. Foi o autor do tema principal da Rua Sésamo.

## Biografia
Joseph Guilherme Raposo Jr. nasceu em 8 de fevereiro de 1937, em Fall River. Era filho de pais naturais de S. Miguel, Açores: José Soares e Maria da Ascenção. O seu pai era pianista, violinista e flautista.
Desde cedo aprendeu a tocar piano. Estudou música na Universidade de Harvard e, mais tarde, passou dois anos a estudar em Paris na L'Ecole Normale de Musique com Nadia Boulanger. Após regressar de Paris, Joe dirigiu o departamento de Teatro Musicado do Conservatório de Boston.
Em 1965 conheceu Jim Henson, criador da Rua Sésamo e dos Marretas, tendo sido contratado em 1969 para escrever a música da série Marretas.
Raposo tornou-se director musical do programa Rua Sésamo (Vila Sésamo no Brasil).
Joe Raposo morreu em 1989 com um linfoma

## Carreira
Escreveu mais de 350 canções que foram gravadas por Frank Sinatra, Barbra Streisand, Tony Bennett, The Carpenters, Paul Williams, Lena Horne, José Feliciano e Tom Jones.

### Músicas
- It's Not Easy Being Green – Cantada originalmente pelo marreta Cocas e gravada mais tarde por Frank Sinatra e Ray Charles.
- You're A Good Man, Charlie Brown – Baseada na popular banda desenhada Peanuts
- The Great Muppet Caper
- Hard Nose the Highway
- Nashville (filme)